# Amir Kolahdozhagh
Amir Kolahdozhagh (7 de gener de 1993) és un ciclista iranià, professional des del 2012, actualment milita a l'equip Pishgaman Cycling Team.

## Palmarès
- 2013
  - Vencedor d'una etapa a la Volta al Singkarak
- 2015
  -  Campionat de l'Iran sub-23 en ruta
  - Vencedor d'una etapa a la Volta al Singkarak
- 2016
  - 1r a la Volta al Singkarak i vencedor d'una etapa
- 2017
  - Vencedor d'una etapa al Tour de l'Ijen
  - Vencedor d'una etapa al Tour de l'Iran
- 2019
  - Vencedor d'una etapa al Tour de Xingtai